# شارع 9 أفريل 1938 (مدينة تونس)

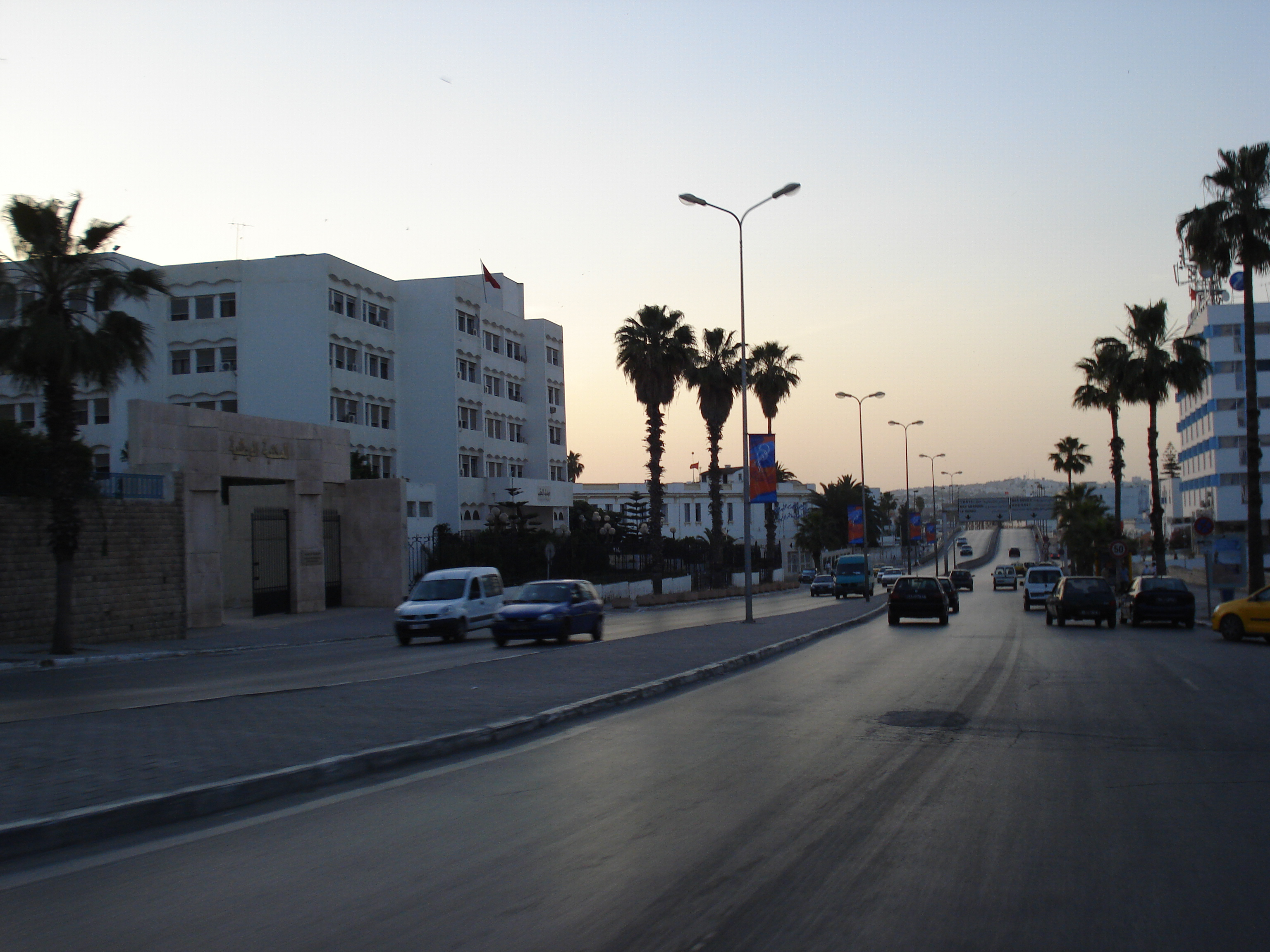
شارع بمدينة تونس

شارع 9 أفريل 1938 هو أحد أهم شوارع تونس العاصمة وقد سمي تخليدا للأحداث التي وقعت يوم 9 أفريل 1938 والتي ذهب ضحيتها العشرات بين قتلى وجرحى. ويربط هذا الشارع بين باب سعدون من جهة وشارع جواهر لال نهرو من جهة أخرى، وتوجد به العديد من المؤسسات من:
- مستشفيات: مستشفى شارل نيكول، مستشفى الأطفال، مستشفى العيون، مستشفى السرطان.
- مؤسسات جامعية: كلية العلوم الإنسانية والاجتماعية بتونس ، جامعة تونس
- ثقافية : الأرشيف الوطني التونسي، المكتبة الوطنية التونسية، متحف التربية
- وزارة التربية والتعليم
- مؤسسات قضائية: من أهمها محكمة التعقيب